# Classe Town (cacciatorpediniere)
La classe Town fu un gruppo di cacciatorpediniere trasferiti dalla United States Navy alla Royal Navy e alla Royal Canadian Navy in cambio di basi militari nelle Bahamas e in altri luoghi, come delineato nell'accordo "Destroyers for bases" stretto tra Regno Unito e Stati Uniti il 2 settembre 1940. Furono conosciuti come "four-pipers" o "four-stackers" ("quattro tubi" in italiano) a causa dei quattro fumaioli; seguenti classi di cacciatorpediniere ne ebbero tipicamente solo uno o due.
Alcune unità furono direttamente consegnate alla Royal Canadian Navy, mentre altre furono consegnate alla Reale Marina Norvegese, alla marina militare dei Paesi Bassi e alla marina militare dell'URSS dopo aver servito con la Royal Navy. Anche se ricevettero una denominazione dalle marine del Commonwealth che poteva far pensare ad un'unica classe, le navi appartenevano in realtà a tre classi differenti: classe Caldwell, Wickes e Clemson. L'espressione "Classe Town" deriva dalla pratica dell'Ammiragliato di rinominare queste navi con nomi di città degli Stati Uniti e del Commonwealth britannico. Le navi entrate in servizio direttamente nella Royal Canadian Navy seguirono però l'uso canadese di dare ai cacciatorpediniere nomi di fiumi canadesi. I fiumi selezionati per i nomi delle unità classe Town furono tutti fiumi sul confine tra gli Stati Uniti e il Canada, eccetto il fiume Annapolis, in Nuova Scozia, che fu scelto perché avente lo stesso nome della città in cui si trova l'accademia navale statunitense.
Uno dei cacciatorpediniere di questa classe raggiunse la fama: l'HMS Campbeltown (ex USS Buchanan). Durante l'Operazione Chariot, il Campbeltown, trasportando una grossa carica da demolizione, speronò le chiuse del bacino di carenaggio Normandie, a Saint-Nazaire, in Francia. La carica esplose il 29 marzo 1942, distruggendo la Campbeltown e aprendo una breccia nel bacino, mettendo così fuori uso l'unico bacino sull'Atlantico capace di ospitare la corazzata tedesca Tirpitz. Quest'azione è stata rappresentata nel film del 1950 Il cacciatorpediniere maledetto (Gift Horse), di Trevor Howard, in cui fu utilizzato l'HMS Leamington (ex USS Twiggs), ritornato dal servizio in Russia.

## Caratteristiche
Contemporanea alle classi britanniche V e W, la classe di navi ex-statunitensi non piacque mai molto agli equipaggi. Erano poco confortevoli e umide, pessime col mare agitato. Gli scafi erano relativamente stretti e con forme molto magre, dando alle navi un rollio fastidioso. I comandanti non apprezzarono neanche la loro manovrabilità, dato che, avendo le due eliche che giravano dalla stessa parte, erano paragonabili come difficoltà di manovra a navi ad elica singola (le navi a due eliche solitamente hanno i due assi che girano opposti, dato che la rotazione delle eliche ha effetto sul timone e sulla manovrabilità dell'unità, specialmente durante le accostate). Il raggio d'evoluzione era enorme, paragonabile a molte corazzate all'epoca in servizio, rendendo le unità poco utili nella caccia antisommergibile. Il timone era oltretutto movimentato con un meccanismo poco affidabile a cremagliera montato sul ponte di coperta. Le plance totalmente chiuse causarono problemi di notte, per il forte riflesso sui vetri. Anche con tutte queste pecche, le unità svolsero un ruolo fondamentale nella scorta dei convogli nell'Atlantico proprio quando gli U-boot operanti dai porti francesi sull'oceano iniziarono a divenire un serio problema per il traffico merci britannico. Un capitano di corvetta della Royal Canadian Navy le descrisse però come "il regalo più dubbio dai tempi del cavallo di Troia".
L'armamento originario consisteva in quattro cannoni da 102 mm, un cannone antiaereo da 76 cm e una dozzina di tubi lanciasiluri. Sui classe Wickes i cannoni da 102 mm erano posizionati uno sul castello di prua su un affusto con scudo, uno sul castello di poppa e uno per lato su piattaforme rialzate tra i fumaioli 2 e 3. L'Ammiragliato rimosse uno dei cannoni da 102 mm e sei dei tubi lanciasiluri per migliorare la stabilità delle navi. Ventitré unità della classe ebbero ulteriori riduzioni dell'armamento per la scorta di convogli mercantili; due dei rimanenti cannoni da 102 mm furono rimossi insieme a tre sutbi lanciasiluri per permettere lo stoccaggio di un numero maggiore di bombe di profondità e per l'installazione del Porcospino, sistema di mortai antisommergibile.

## Unità per classe della US Navy

### Classe Caldwell
- Lo USS Conner divenne l'HMS Leeds il 23 ottobre 1940. Fu demolito a partire dal 19 gennaio 1949.
- Lo USS Conway divenne l'HMS Lewes il 23 ottobre 1940. Sopravvisse a tutte le gemelle in servizio con la Royal Navy e fu fatto affondare, spogliato degli allestimenti, davanti a Sydney, il 25 maggio 1946.
- Lo USS Stockton divenne l'HMS Ludlow il 23 ottobre 1940. Fu spogliato degli allestimenti e arenato, per fungere da bersaglio per aerei muniti di razzi, davanti all'isola di Fidra, in Scozia.

### Classe Wickes
- Lo USS Aaron Ward divenne l'HMS Castleton il 9 settembre 1940. Fu demolito a partire dal 2 gennaio 1948.
- Lo USS Abbot divenne l'HMS Charlestown il 23 settembre 1940. Fu demolito a partire dal 3 dicembre 1948.
- Lo USS Buchanan divenne l'HMS Campbeltown il 9 settembre 1940. Fu distrutto durante l'operazione Chariot il 29 marzo 1942.
- Lo USS Claxton divenne l'HMS Salisbury il 5 dicembre 1940. Fu utilizzato per scorte speciali di specifici convogli, inclusa la scorta della Wasp mentre trasportava Spitfire a Malta. Fu demolito negli Stati Uniti a partire dall'aprile 1945.
- Lo USS Cowell divenne l'HMS Brighton il 23 settembre 1940; il 16 luglio 1944 fu prestato all'Unione Sovietica col nome Zharki; il 4 marzo 1949 fu restituito alla Royal Navy. Fu demolito a partire dal 18 maggio 1949.
- Lo USS Crowninshield divenne l'HMS Chelsea il 9 settembre 1940; il 16 luglio 1944 fu prestato all'Unione Sovietica col nome Derzkiy; il 24 giugno 1949 fu restituito alla Royal Navy. Fu demolito a partire dal 27 luglio 1949.
- Lo USS Doran divenne l'HMS St. Marys il 23 settembre 1940. Fu demolito a partire dal dicembre 1945.
- Lo USS Evans divenne l'HMS Mansfield il 23 ottobre 1940. Fu pesantemente coinvolto in azioni critiche di scorta nel marzo 1943 col convoglio HS-229, sbarcando i sopravvissuti nel Regno Unito. Fu demolito a partire dal 24 ottobre 1944.
- Lo USS Fairfax divenne l'HMS Richmond il 26 novembre 1940; il 16 giugno 1944 fu prestato all'Unione Sovietica col nome Zhivuchi; il 26 giugno 1949 fu restituito alla Royal Navy. Fu demolito a partire dal 29 giugno 1949.
- Lo USS Foote divenne l'HMS Roxborough il 23 settembre 1940. Mentre era col convoglio HX-222, il Roxborough incontrò condizioni climatiche così terribili che l'intera struttura della plancia collassò, con 11 morti, incluso il comandante e il primo ufficiale; l'unico ufficiale comandante rimasto riuscì a riprendere il controllo della nave e a raggiungere, timonando manualmente da poppa, la città di St. John's, a Terranova. Il 10 agosto 1944 fu prestato all'Unione Sovietica col nome Doblestnyi; il 7 febbraio 1949 fu restituito alla Royal Navy. Fu demolito a partire dal 14 maggio 1949.
- Lo USS Hale divenne l'HMS Caldwell il 9 settembre 1940. Fu demolito a partire dal 7 giugno 1945.
- Lo USS Haraden divenne l'HMCS Columbia il 24 settembre 1940. Fu demolito a partire dal 7 agosto 1945.
- Lo USS Hopewell divenne l'HMS Bath il 23 settembre 1940. Mentre scortava il suo sesto convoglio (OG-71) tra Liverpool e Gibilterra, il 19 agosto 1941 il Bath fu silurato dall'U-204 e affondò rapidamente.
- Lo USS Kalk divenne l'HMCS Hamilton il 23 settembre 1940. Affondò nel 1945 mentre era al traino verso Boston per la demolizione.
- Lo USS MacKenzie divenne l'HMCS Annapolis il 29 settembre 1940. Fu trainato a Boston per la demolizione il 22 giugno 1945.
- Lo USS Maddox divenne l'HMS Georgetown il 23 settembre 1940; prestato nell'agosto 1944 all'Unione Sovietica col nome Zhostki; il 9 settembre 1952 fu restituito alla Royal Navy. Fu demolito a partire dal 16 settembre 1952.
- Lo USS Philip divenne l'HMS Lancaster il 23 ottobre 1940. Fu demolito a partire dal 30 maggio 1947.
- Lo USS Ringgold divenne l'HMS Newark il 5 dicembre 1940. Fu demolito a partire dal 18 febbraio 1947.
- Lo USS Robinson divenne l'HMS Newmarket il 5 dicembre 1940. Fu demolito a partire dal 21 settembre 1945.
- Lo USS Sigourney divenne l'HMS Newport il 5 dicembre 1940. Fu demolito a partire dal 18 febbraio 1947.
- Lo USS Thatcher divenne l'HMCS Niagara il 26 settembre 1940. Il 28 agosto 1941 il Niagara aiutò nella cattura dell'U-570, che si era arreso ad un Hudson della RAF il giorno precedente. Fu demolito alla fine del 1947.
- Lo USS Thomas divenne l'HMS St. Albans il 23 settembre 1940. Mentre era di scorta al convoglio SCL-81, il St Albans prese parte il 3 agosto 1941 all'affondamento dell'U-401; incontrò il sommergibile polacco Jastrzab e, insieme al cacciamine Seagull, lo affondò all'inizio del 1942. Il 16 luglio 1944 fu prestato all'Unione Sovietica col nome Dostoinyi; Il 28 febbraio 1949 fu restituito alla Royal Navy. Fu trainato alla demolizione il 18 maggio 1949.
- Lo USS Tillman divenne l'HMS Wells il 5 dicembre 1940. Fu demolito a partire dal febbraio 1946.
- Lo USS Twiggs divenne l'HMS Leamington il 23 ottobre 1940. Durante i combattimenti attorno al convoglio SC-42 nel nord Atlantico, l'11 settembre 1941 contribuì all'affondamento dell'U-207; il 27 marzo 1942, mentre scortava il convoglio WS-17 nelle vicinanze della Gran Bretagna, affondò l'U-587. Il 17 luglio 1944 fu prestato all'Unione Sovietica col nome Zhguchi; il 15 novembre 1950 fu restituito. Fu affittato per girare il film Il cacciatorpediniere maledetto (Gift Horse), dato che era rimasto l'unico classe Town ancora in grado di navigare. Fu demolito a partire dal 3 dicembre 1951.
- Lo USS Wickes divenne l'HMS Montgomery il 25 ottobre 1940. Durante la scorta di un convoglio, il 21 febbraio 1941 il Montgomery salvò i sopravvissuti della Scottish Standard e il giorno seguente affondò il sommergibile italiano Marcello. Fu demolito a partire dal 10 aprile 1945.
- Lo USS Williams divenne l'HMCS St. Clair il 29 settembre 1940. Fu demolito a partire dal 5 marzo 1946.
- Lo USS Yarnall divenne l'HMS Lincoln il 23 ottobre 1940; il 26 agosto 1944 fu prestato all'Unione Sovietica col nome Druzhny; il 24 agosto 1952 fu restituito alla Royal Navy. Fu demolito a partire dal 3 settembre 1952.

### Classe Clemson
- Lo USS Abel P. Upshur divenne l'HMS Clare il 9 settembre 1940. Fu demolito a partire dal 18 febbraio 1947.
- Lo USS Aulick divenne l'HMS Burnham l'8 ottobre 1940. Fu demolito a partire dal 2 dicembre 1948.
- Lo USS Bailey divenne l'HMS Reading il 26 novembre 1940. Fu demolito a partire dal 24 luglio 1945.
- Lo USS Bancroft divenne l'HMCS St. Francis il 24 settembre 1940. Affondò il 14 luglio 1945 mentre veniva trainato alla demolizione.
- Lo USS Branch divenne l'HMS Beverley l'8 ottobre 1940. Il 4 febbraio 1942 attaccò e affondò l'U-187. Il Beverley fu silurato dall'U-188 l'11 aprile 1943 e durante l'affondamento si salvarono solo quattro persone delle 152 a bordo.
- Lo USS Edwards divenne l'HMS Buxton l'8 ottobre 1940. Fu demolito a partire dal 21 marzo 1946.
- Lo USS Herndon divenne l'HMS Churchill il 9 settembre 1940; il 30 marzo 1944 fu prestato all'Unione Sovietica col nome Dyatelnyi. Fu silurato il 16 gennaio 1945 dall'U-956, mentre scortava un convoglio nel Mar Bianco; fu l'ultima vittima della classe Town nella guerra e l'unico dei cacciatorpediniere prestati all'Unione Sovietica ad andare perduto.
- Lo USS Hunt divenne l'HMS Broadway l'8 ottobre 1940. Il 9 maggio 1941, mentre scortava il convoglio OB-318, il Broadway prese parte all'attacco contro l'U-110; abbandonato dall'equipaggio, il sommergibile tedesco fu abbordato e preso al traino. Il 14 maggio 1943, mentre scortava il convoglio HX-237 nel nord Atlantico, il Broadway localizzò ed affondò l'U-89. Fu demolito a partire dal marzo 1948.
- Lo USS Laub divenne l'HMS Burwell l'8 ottobre 1940. Fu una delle navi che presero parte al recupero dell'U-570 dopo la sua resa ad un velivolo RAF. Fu consegnato per essere demolito nel marzo 1947.
- Lo USS Mason divenne l'HMS Broadwater il 2 ottobre 1940. Il 19 ottobre 1941, mentre scortava il convoglio SC-48 tra Terranova e l'Islanda, il Broadwater fu silurato dall'U-101 e affondò.
- Lo USS McCalla divenne l'HMS Stanley il 23 ottobre 1940. Il 17 dicembre 1941, mentre scortava il convoglio HG-76 partito da Gibliterra, lo Stanley e le altre navi di scorta affondarono l'U-131 e l'U-434 il giorno seguente. Lo Stanley fu affondato dall'U-574 il 19 dicembre 1941; solo 25 persone dell'equipaggio si salvarono.
- Lo USS McCook divenne l'HMCS St. Croix il 24 settembre 1940. Il 27 luglio 1942, mentre scortava il convoglio ON-113, attaccò e affondò l'U-90. Scortando il convoglio KMS-10, il St Croix e l'HMCS Shediac affondarono l'U-87. Il 20 settembre 1943, mentre era di scorta ai convogli combinati ON-202 e ONS-18, il St Croix fu silurato due volte dall'U-305 e affondò; i sopravvissuti furono presi a bordo della fregata HMS Itchen, che a sua volta fu affondata il 22 settembre. Solo uno tra i 147 uomini dell'equipaggio originale del St Croix sopravvisse.
- Lo USS McLanahan divenne l'HMS Bradford l'8 ottobre 1940. Fu demolito a partire dal agosto 1946.
- Lo USS Meade divenne l'HMS Ramsey il 26 novembre 1940. Fu demolito a partire dal luglio 1947.
- Lo USS Rodgers divenne l'HMS Sherwood il 23 ottobre 1940. Rimossi gli allestimenti riutilizzabili, il 3 ottobre 1943 lo Sherwood fu spiaggiato per fungere da bersaglio per i Beaufighter della RAF muniti di razzi.
- Lo USS Satterlee divenne l'HMS Belmont l'8 ottobre 1940. Il 31 gennaio 1942, mentre scortava il convoglio trasporto truppe NA-2 da Terranova, il Belmont fu silurato dall'U-82 e affondò, con la perdita dell'intero equipaggio.
- Lo USS Shubrick divenne l'HMS Ripley il 26 novembre 1940. Fu demolito a partire dal 10 marzo 1945.
- Lo USS Swasey divenne l'HMS Rockingham il 26 novembre 1940. Il 27 settembre 1944, mentre rientrava a Aberdeen, una navigazione errata portò la nave in un campo minato difensivo davanti alla costa est del Regno Unito. La Rockingham, dopo aver colpito una mina, fu abbandonata e affondò, con la perdita di un uomo dell'equipaggio.
- Lo USS Welborn C. Wood divenne l'HMS Chesterfield il 9 settembre 1940. Fu demolito a partire dal 3 dicembre 1948.
- Lo USS Welles divenne l'HMS Cameron il 9 settembre 1940. Il Cameron non raggiunse mai il servizio operativo, dato che il 5 dicembre 1940 fu colpito durante un attacco aereo su Portsmouth e prese fuoco. Fu considerato dalla US Navy il cacciatoprediniere più danneggiato ancora in servizio e fu quindi studiato a fondo per migliorare gli effetti esplosivi e il damage control. Fu demolito a partire dal 1º dicembre 1944.

## Unità per marina in servizio durante la II guerra mondiale

### Royal Canadian Navy
- Annapolis (ex USS MacKenzie)
- Buxton (ex HMS Buxton)
- Columbia (ex USS Haraden)
- Hamilton (ex USS Kalk)
- Niagara (ex USS Thatcher)
- St. Clair (ex USS Williams)
- St. Croix (ex USS McCook); affondato il 20 settembre 1943
- St. Francis (ex USS Bancroft)

#### In prestito dalla Royal Navy
- Chelsea (ex HMS Chelsea)
- Georgetown (ex HMS Georgetown)
- Leamington (ex HMS Leamington)
- Lincoln (ex HMS Lincoln)
- Mansfield (ex HMS Mansfield)
- Montgomery (ex HMS Montgomery)
- Richmond (ex HMS Richmond)
- Salisbury (ex HMS Salisbury)

### Royal Navy
- Bath (ex USS Hopewell); prestato alla Norvegia come Bath
- Belmont (ex USS Satterlee); affondato il 31 gennaio 1942
- Beverley (ex USS Branch); affondato l'11 aprile 1943
- Bradford (ex USS McLanahan)
- Brighton (ex USS Cowell); prestato all'Unione Sovietica come Zarkij
- Broadwater (ex USS Mason); affondato il 18 ottobre 1941
- Broadway (ex USS Hunt)
- Burnham (ex USS Aulick)
- Burwell (ex USS Laub)
- Buxton (ex USS Edwards); consegnato al Canada come Buxton
- Caldwell (ex USS Hale)
- Cameron (ex USS Welles); affondato il 5 dicembre 1940
- Campbeltown (ex USS Buchanan); affondato il 28 marzo 1942
- Castleton (ex USS Aaron Ward)
- Charlestown (ex USS Abbot)
- Chelsea (ex USS Crowninshield); prestato all'Unione Sovietica come Derzki
- Chesterfield (ex USS Welborn C. Wood)
- Churchill (ex USS Herndon); prestato all'Unione Sovietica come Dejatelny
- Clare (ex USS Abel P. Upshur)
- Georgetown (ex USS Maddox); prestato all'Unione Sovietica come Zostki
- Hamilton (ex USS Kalk); prestato al Canada come Hamilton
- Lancaster (ex USS Philip)
- Leamington (ex USS Twiggs); prestato all'Unione Sovietica come Zguchi
- Leeds (ex USS Conner)
- Lewes (ex USS Conway)
- Lincoln (ex USS Yarnall); prestato all'Unione Sovietica come Druzny
- Ludlow (ex USS Stockton)
- Mansfield (ex USS Evans); prestato al Canada e poi alla Norvegia come Mansfield
- Montgomery (ex USS Wickes); prestato al Canada come Montgomery
- Newark (ex USS Ringgold)
- Newmarket (ex USS Robinson)
- Newport (ex USS Sigourney)
- Ramsey (ex USS Meade)
- Reading (ex USS Bailey)
- Richmond (ex USS Fairfax); prestato all'Unione Sovietica come Zivuchi
- Ripley (ex USS Shubrick)
- Rockingham (ex USS Swasey); affondato il 27 settembre 1944
- Roxborough (ex USS Foote); prestato all'Unione Sovietica come Doblestnyj
- Salisbury (ex USS Claxton); prestato al Canada come Salisbury
- Sherwood (ex USS Rodgers)
- St. Albans (ex USS Thomas); prestato alla Norvegia come St. Albans e all'Unione Sovietica come Dostojny
- St. Mary's (ex USS Doran)
- Stanley (ex USS McCalla); affondato il 19 dicembre 1941
- Wells (ex USS Tillman)

### Koninklijke Marine
- Campbeltown, marzo-agosto 1941; ritornato alla Royal Navy nel settembre 1941 come HMS Campbeltown

### Reale Marina Norvegese
- Bath (ex HMS Bath); affondato il 19 agosto 1941
- Lincoln (ex HMS Lincoln)
- Mansfield (ex HMS Mansfield)
- Newport (ex HMS Newport)
- St. Albans (ex HMS St. Albans)

### Marina militare dell'URSS
- Dejatelnyj (ex HMS Churchill); affondato il 16 gennaio 1945
- Derzkij (ex HMS Chelsea)
- Doblestnyj (ex HMS Roxborough)
- Dostojnyj (ex HMS St. Albans)
- Druznyj (ex HMS Lincoln)
- Zarkij (ex HMS Brighton)
- Zguchij (ex HMS Leamington)
- Zivuchij (ex HMS Richmond)
- Zostkij (ex HMS Georgetown)